# Cobonne
Cobonne is een gemeente in het Franse departement Drôme (regio Auvergne-Rhône-Alpes) en telt 156 inwoners (2005). De plaats maakt deel uit van het arrondissement Die.

## Geografie
De oppervlakte van Cobonne bedraagt 10,8 km², de bevolkingsdichtheid is 14,4 inwoners per km².

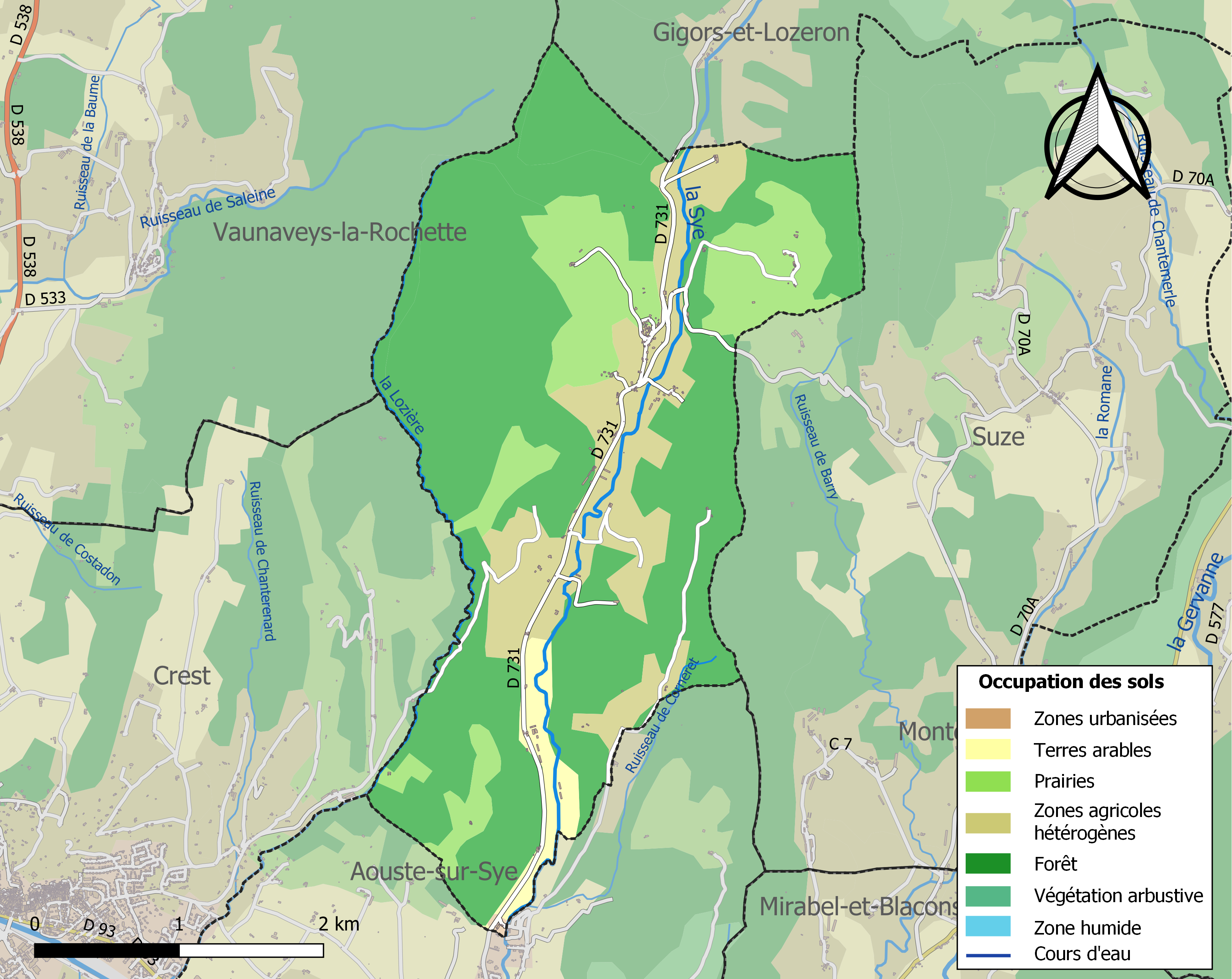
Kaart van de gemeente met belangrijkste infrastructuur, bodemgebruik en omliggende gemeenten

## Demografie
Onderstaande figuur toont het verloop van het inwonertal (bron: INSEE-tellingen).